# Заяц над бездной
«За́яц над бе́здной» — российский полнометражный комедийный художественный фильм 2006 года режиссёра Тиграна Кеосаяна, снятый по сценарию Дмитрия Иванова. Съёмки проходили в Республике Молдова.

## Сюжет
1971 год. В Кишинёве, столице Молдавской ССР, аврал — в республику с визитом приезжает Генеральный секретарь ЦК КПСС Леонид Ильич Брежнев. Партийные чиновники всеми силами стараются угодить своему руководителю — придумывают увеселительные мероприятия, вплоть до того, что заставляют местных футболистов учиться играть в хоккей, так как Брежневу очень нравится этот вид спорта. Но прилетев в Кишинёв, «наш дорогой Леонид Ильич» решает, что все эти мероприятия ему не совсем по душе, и улетает на воздушном шаре. Пока пропавшего Генерального секретаря разыскивают милиция и армия, тот приземляется вблизи глухой деревни, в которой живёт один из цыганских баронов.
Дочь цыганского барона Анна и местный скрипач Лаутар, цыган-полукровка, любят друг друга, но барон не желает выдавать дочь за бедного музыканта, да ещё и наполовину румына (несмотря на то, что тот угнал лимузин Генерального секретаря, ещё когда Брежнев только прилетел в Молдавию, и преподнёс потенциальному тестю в качестве свадебного подарка). Барон требует от Лаутара, чтобы за него пришёл свататься не меньше, чем другой цыганский барон, а их в СССР всего пятеро, включая его самого.
Брежнев приходит на помощь скрипачу, придя к барону в качестве свата и пообещав, что, если свадьбы не будет, то он официально признает цыган румынами, а также коренными жителями Сибири. Когда вопрос со свадьбой решён, барон и его табор, в свою очередь, помогают Леониду Ильичу осуществить его самую заветную мечту — встречу и свадьбу с горячо любимой им королевой Великобритании Елизаветой II.

## В ролях
| Актёр                                       | Роль                                                        |
| ------------------------------------------- | ----------------------------------------------------------- |
| Богдан Ступка                               | Леонид Ильич Брежнев, генеральный секретарь ЦК КПСС         |
| Сергей Газаров                              | цыганский барон, отец Анны                                  |
| Вартан Даракчян (озвучил Артур Смольянинов) | Лаутар, жених Анны, скрипач                                 |
| Валерия Ланская                             | Анна, дочь цыганского барона, невеста Лаутара               |
| Владимир Ильин                              | Иван Никитич Смирнов, старый соратник Брежнева              |
| Юрий Стоянов                                | Семён Кузьмич Гроссу, первый секретарь ЦК КП Молдавской ССР |
| Игорь Золотовицкий                          | Малай, помощник барона                                      |
| Михаил Ефремов                              | Блынду, местный полковник КГБ, тамада                       |
| Елена Сафонова                              | Елизавета II, королева Великобритании                       |
| Алёна Хмельницкая                           | Рада Волшанинова, советская исполнительница цыганских песен |
| Всеволод Гаврилов (озвучил Тигран Кеосаян)  | конструктор шара                                            |
| Джемал Тетруашвили                          | Нику, водитель Гроссу (нет в титрах)                        |

## Съёмки
Фильм «Заяц над бездной» режиссёр Тигран Кеосаян по заказу компании «Централ партнершип» снимал в Республике Молдова. Съёмки начались в мае 2005 года и продолжались около двух месяцев на улицах старого Кишинёва и в курортном предместье столицы Молдовы Вадул-луй-Водэ, а также в сёлах на берегу Днестра Малаешты (Криулянский район) и Балабанешты. В близлежащем селе Голерканы до сих пор находится правительственная база отдыха Республики Молдова, на которой в реальности любил отдыхать Леонид Ильич Брежнев. 
В фильме снимались российские и украинские актёры Богдан Ступка, Владимир Ильин, Юрий Стоянов, Михаил Ефремов, Алёна Хмельницкая,  Елена Сафонова, молдавские актёры Сержиу Финитти, Виктор Друми, Михай Курагэу. В массовке были сняты настоящие молдавские цыгане.

## Съёмочная группа
- Автор сценария: Дмитрий Иванов
- Режиссёр: Тигран Кеосаян
- Продюсеры: Рубен Дишдишян
- Оператор-постановщик: Игорь Клебанов
- Оператор: Александр Шигаев
- Художник-постановщик: Анатолий Терехов
- Монтаж: Игорь Отдельнов
- Композитор: Алексей Рыбников